# 정연순
정연순(1954년 ~ )은 대한민국의 가수이다.
현재 거주지는 서울특별시이다.

## 수상
- 2014년 제20회 대한민국 연예예술상 연예예술발전공로상
- 여수 여름의향연 콩쿠르대회 우승

## 데뷔
- 2012년 정규 앨범 "사랑해 / 날마다"

## 음반
- 2012년 정규 사랑해, 날마다
- 2014년 이 좋은 세상에
- 2015년 관광이 좋아 3,4집
- 2016년 천번만번 디스코 1, 2집
- 2020년 NEW & BEST